# Чефранов, Николай Николаевич
Николай Николаевич Чефранов (19 декабря 1904, с. Муром, Курская губерния — 9 марта 1989, Белгород) — советский новатор и организатор сельскохозяйственного производства, директор Шебекинской машинно-тракторной станции Шебекинского района Белгородской области. Герой Социалистического Труда (1958).

## Биография
Из крестьян. Трудовую деятельность начинал в родном селе.
Позже работал машинно-тракторной станции (МТС), был бухгалтером, затем заместителем директора станции.
Участник Великой Отечественной войны. После окончания войны продолжил работу на Шебекинской МТС Шебекинского района Курской (с 1954 года — Белгородской) области. Прошёл путь от механизатора до директора МТС.
Проявил себя новатором и хорошим организатором сельскохозяйственного производства.
За выдающиеся успехи, достигнутые в деле развития сельского хозяйства и достижение высоких показателей по производству, зерна, сахарной свеклы и других продуктов сельского хозяйства, Чефранову Николаю Николаевичу указом Президиума Верховного Совета СССР от 11 марта 1958 года присвоено звание Героя Социалистического Труда с вручением ордена Ленина и золотой медали «Серп и Молот».
Впоследствии работал управляющим районного объединения «Сельхозтехника», начальником строительного управления «Межколхозстроя», директором треста по строительству дорог Облмежколхозстроя.
Автор книги «Новое в организации технического обслуживания машинно-тракторного парка: Из опыта Шебекинской МТС Белгородской области» (М.: Изд-во Министерства сельского хозяйства СССР, 1956).
Похоронен в Белгороде на кладбище Ячнево.